# Pokémon Super Mystery Dungeon
Pokémon Super Mystery Dungeon er et roguelike-spil i Pokémon Myster Dungeon-serien duviklet af Spike Chunsoft, udgivet af udgivet af The Pokémon Company, og distribueret af Nintendo til Nintendo 3DS-konsollen. Som dens forgængere tager spilleren rollen som et mennesker, der er vågnet op som en Pokémon i en verden fyldt kun med Pokémon og må rejse gennem dungeons (grube og andre labyrantiske strukturer) for at udføre missioner og kæmpe mod fjender. Spillet blev udgivet i Japan den 17. september 2015, i Nordamerika den 20. November 2015, i Europa den 19. februar 2016 og i Australien den 20. februar 2016.